# Lispirurus
Lispirurus ist eine Gattung der Rollschwänze mit drei Arten. Sie sind Parasiten bei Vögeln.

## Merkmale
Lispirurus hat die Merkmale der Habronematidae. Die Mundhöhle ist klein und hinten durch die erweiterten Basen der beiden medianen Zähne begrenzt. Letztere sind durch transparente Kutikula-Bildungen an der Medianwand angeheftet. Die Seitenflügel sind gut entwickelt.

## Systematik
Der Gattungsname wurde 2017 neu für den Namen Sicarius eingeführt, um sie von der gleichnamigen Spinnengattung abzugrenzen. Zur Gattung gehören folgende Arten:
- Lispirurus dipterum Popova, 1927
- Lispirurus hoopoe Sharma, 1971
- Lispirurus renatae Cancrini, Balbo & Iori, 1991